# NGC 6628
NGC 6628 (również PGC 61790 lub UGC 11211) – galaktyka soczewkowata (S0), znajdująca się w gwiazdozbiorze Herkulesa. Odkrył ją Albert Marth 6 czerwca 1864 roku.